# Baadur Džobava
Baadur Džobava (gruzínsky ბაადურ ჯობავა, * 26. listopadu 1983, Gali, Sovětský svaz) je gruzínský šachový velmistr. Svůj první velký úspěch si připsal v roce 2003, když dokázal vyhrát Dubai Open se skóre 7/9. O rok později si odvezl zlatou medaili za svůj individuální výkon na šachové olympiádě.
V letech 2003 a 2007 vyhrál gruzínské mistrovství, další velké úspěchy si připsal výhrami na Aeroflot Open (2006) a evropském mistrovství v bleskovém šachu (2011).
Známý je především pro svoji excelentní přípravu zahájení.